# Имамеев, Олег Гатауллович
Имамее́в Оле́г Гатауллович (род. 17 мая 1974, с. Константиновка, Амурская область) — российский политический деятель. Мэр города Благовещенска с 27 июля 2020 года.

## Биография
Родился 17 мая 1974 года в селе Константиновка Амурской области, в семье служащих. Мать работала бухгалтером, отец – мастером участка электрических сетей.

### Образование
В 1996 году окончил Дальневосточный государственный аграрный университет по специальности «Электрификация и автоматизация сельского хозяйства».
С 1997 год по 1999 год  служил в рядах Вооруженных сил Российской Федерации, старший лейтенант.
В 2012 году окончил Российскую академию государственной службы при Президенте РФ по специальности «Государственное и муниципальное управление».

### Трудовая деятельность
Свою трудовую деятельность начал с 1992 года, в студенческие годы, работая на различных предприятиях города: возглавлял структурные подразделения муниципальных предприятий и ряд строительных организаций.
С 2003 года работает в группе компаний «САР».
С 2009 года - заместитель директора строительной компании ООО «САР».
2010 г. – директор МАУ «Дорожно-эксплуатационное управление».
С 2010 года по 2012 год – директор строительной компании ООО «САР-Дорожник».

#### Политическая деятельность в Благовещенске
В октябре 2003 года  избран председателем Амурского регионального отделения ООО «Деловая Россия».
В июне 2005 года избран депутатом городской Думы Благовещенска.
В 2009 году вновь стал депутатом городской Думы 5-го созыва.
14 сентября 2014 года избран депутатом городской Думы Благовещенска 6-го созыва.
16 сентября 2016 года избран депутатом Законодательного Собрания Амурской области 7-го созыва.
18 июля 2019 года назначен на должность первого заместителя мэра города Благовещенска.
27 июля 2020 года вступил в должность мэра города Благовещенска.